# Martin Skaroupka
Martin 'Marthus' Skaroupka (nacido el 20 de enero de 1981 en Brno, Moravia, República Checa) es el batería de las bandas británicas de Extreme metal Cradle of Filth y Mantas.

## Biografía

### Primeros años
Desde que tenía seis años, Martin comenzó a asistir a clases de piano y canto en LŠU Brno (hasta los 13 años). Como no había clases de batería en ninguna de las escuelas de música, comenzó a ir clases del profesor Cupák (miembro de la Janáček opera en Brno).
A los 15 años, fue admitido en el conservatorio Leoš Janáček en Brno, donde se graduó en la batería y en piano como instrumento adicional.
Marthus comenzó a tocar con varias bandas de diferentes estilos de música cuando tenía 15 años (1996). Ese mismo año, graba su primer álbum en un estudio con la banda Animal Farm, que es seguido de otro álbum con la banda Pink Chubby Cigar.
En 1997 Marthus y su amigo de la infancia Khaablus fundaron la banda Inner Fear, en la que Marthus era el responsable de todas las composiciones, el teclado y batería. Ese mismo año publican su primera demo y hasta 2003 dos mini-CD y tres álbumes de estudio (aunque el primero no fue lanzado oficlamente).
A principios de 2001, Marthus colaboró con Pandemia en su tour europeo en primavera.

### Llegada a Inglaterra
En el verano de 2004, Marthus grabó suprimer DVD y se mudó de la República Checa a Inglaterra. 
En otoño de 2004 Marthus se unió a la banda inglesa Mantas (proyecto homónimo del guitarrista de Venom) y en verano de 2005 comenzó su colaboración con la banda de metal progresivo, Symphonity (ex Nemesis).
En enero de 2006 Marthus grabó la batería para un álbum de Symphonity en House of Audio studios en Alemania.
En octubre de 2006 Marthus se unió a la banda británica de metal extremo Cradle of Filth, sustituyendo al sueco Adrian Erlandsson.

## Discografía
| Año  | Título                          | Banda           |
| ---- | ------------------------------- | --------------- |
| 1997 | Delusive Eyes                   | Inner Fear      |
| 1997 | New Hi-Tech                     | Happy Death     |
| 1999 | Altering The Technology         | Happy Death     |
| 1999 | Face Of Inner Apocalypsa        | Inner Fear      |
| 1999 | Black Vein                      | Entrails        |
| 1999 | Serpent Seed                    | Entrails        |
| 2000 | Tribute To Master´s Hammer      | Entrails        |
| 2000 | Akhu                            | Inner Fear      |
| 2001 | Odeum Of Silence                | Inner Fear      |
| 2002 | Thanalogy                       | Inner Fear      |
| 2003 | Symbiotry                       | Inner Fear      |
| 2008 | Voice from the Silence          | Symphonity      |
| 2008 | Godspeed On The Devil's Thunder | Cradle Of Filth |
| 2010 | Darkly, Darkly, Venus Aversa    | Cradle Of Filth |
| 2012 | The Manticore and Other Horrors | Cradle Of Filth |
| 2015 | Hammer of the witches           | Cradle Of Filth |